# Tigridia seleriana
Tigridia seleriana là một loài thực vật có hoa trong họ Diên vĩ. Loài này được (Loes.) Ravenna miêu tả khoa học đầu tiên năm 1964.